# اچ‌ام‌ای‌اس هاوکسبری (کی۳۶۳)
اچ‌ام‌ای‌اس هاوکسبری (کی۳۶۳) (به انگلیسی: HMAS Hawkesbury (K363)) یک کشتی بود. این کشتی در سال ۱۹۴۳ ساخته شد.